# Django porte sa croix
Pour les articles homonymes, voir Django.
Pour plus de détails, voir Fiche technique et Distribution.
Django porte sa croix (Quella sporca storia nel West) est un western spaghetti réalisé par Enzo G. Castellari, sorti en 1968.

## Synopsis
Retournant dans son village à la fin de la guerre de Sécession, Johnny Hamilton (Django dans la version française) découvre sa mère Gertry dans les bras de son oncle, Claude Hamilton. Confirmant ses rêves prémonitoires, Johnny apprend que son père a été tué par Santana, un bandit mexicain. Sa mère, réconfortée par Claude, a fini par l'épouser. Ce dernier prétend avoir vengé son frère et éliminé Santana. Mais Johnny cherchera par tous les moyens à découvrir la vérité, aidé dans sa tâche par son fidèle ami Horace.

## Fiche technique
- Titre : Django porte sa croix
- Titre original : Quella sporca storia nel West
- Titre anglais : Johnny Hamlet
- Réalisation : Enzo G. Castellari
- Production : Ugo Guerra et Elio Scardamagua (Leone Film, Daiano Film)
- Scénario : Tito Carpi, Enzo G. Castellari et Francesco Scardamaglia
- Idée : Sergio Corbucci d'après la pièce Hamlet de William Shakespeare
- Musique : Francesco De Masi
- Photographie : Angelo Filippini
- Montage : Tatiana Casini
- Pays d'origine : Italie
- Genre : western
- Durée : 92 minutes
- Date de sortie : 1968

## Distribution
- Andrea Giordana : Johnny Hamilton, un soldat confédéré de retour de la Guerre de Sécession, décidé à venger le meurtre de son père
- Gilbert Roland : Horace, son ami fidèle et indéfectible allié
- Françoise Prévost : Gertry, la mère de Johnny qui, veuve, s'est aussitôt remariée avec le frère de son mari assassiné
- Horst Frank : Claude Hamilton, l'oncle de Johnny, un ranchero avec lequel Gertry s'est remariée
- Ennio Girolami : Ross, un pistolero de Claude qui, avec Guild, poursuit Johnny pour l'éliminer
- Pedro Sanchez (pseudonyme d'Ignazio Spalla) : Guild, un pistolero, son alter ego
- Stefania Careddu : Betty, une actrice de la troupe d'acteurs shakespeariens
- Manuel Serrano : Santana, un bandit allié à Claude
- Gabriella Grimaldi : Emily, la fille du shérif et fiancée de Johnny
- Giorgio Sanmartin (pseudonyme de Giorgio Sammartino) : Polonio, le shérif
- Franco Latini : le fossoyeur
- Claudio Trionfi

## Autour du film
Le scénario a été adapté de Hamlet, la tragédie de Shakespeare.
Dans la version française du film, le héros Johnny Hamilton est baptisé Django, en référence au film homonyme de Sergio Corbucci (par ailleurs, auteur original du scénario). En effet, il était courant dans les années 1960 que les distributeurs français renomment abusivement les héros de westerns italiens en Django pour exploiter le succès commercial du personnage originel.